# Lillian Gish
Lillian Diana Gish (Springfield u Ohiju, 14. listopada 1893. – New York, 27. veljače 1993.), američka filmska i kazališna glumica čija se karijera protezala kroz 75 godina, od nijemih filmova 1910-ih preko ratnih vesterna do kraja 80-ih, poznata i kao „Prva dama američkoga filma” i dobitnica Oscara za životno djelo. Uvrštena je i u Kazališnu kuću slavnih Sjedinjenih Država. Njezina majka i sestra Dodrothy takđoer su bile glumice. 
Glumačka karijera određuje joj se prema prvom i posljednjem filmu u kojem glumila, od najuspješnijeg nijemog filma u povijesti Rođenja jedne nacije iz 1915. preko vesterna Duel na suncu do Kitova u kolovozu iz 1987. kojim je okončala uspješnu i dugotrajnu karijeru. Američki filmski institut uvrstio ju je među dvadeset najvećih glumica američke kinematografije. 
Preživjela je zarazni val španjolske gripe koji je 1918. zahvatio SAD. Bila je bliska prijateljica i suradnica "prve dame američkog kazališta" Helen Hayes i dadilja njezinom sinu Jamesu MacArthuru. Kao snažna podupirateljica predsjednika Reagana i Republikanaca ostajala je bez uloga i bila marginalizirana u Hollywoodu. Bila je anglikanka te je pokopana u Anglikanskoj crkvi sv. bartolomeja u New Yorku. Govorila je njemački, francuski i talijanski jezik.
Američki alternativni rock sastav The Smashing Pumpkins posvetio joj je pjesmu na svom debitantskom albumu. Po njoj nazvana ulica u gradu Massillonu u rodnom Ohiju te filmska nagrada "Dorothy i Lillian Gish", kojima je francuski redatelj François Truffaut posvetio svoj film Dani i noći u šumi. O njezinu životu snimljena su i dva dokumentarca.

## Vanjske poveznice
- Popis kazališnih uloga na IBDb-u
- Životopis na IMDb-u